# 최명원 (e스포츠인)
최명원(1984년 11월 17일 ~ )은 대한민국의 프로게임단 지도자이다. 현재 프레딧 브리온 2군 감독을 맡고 있다.

## 지도자 생활
2012년 6월, RoMg의 코치로 부임했다.
2013년 2월, MVP 블루의 코치로 부임했다. 이후 형제팀인 오존의 코치로 자리를 옮겼다.
2016시즌을 앞두고 QG 레퍼즈의 코치로 부임했다.
2020시즌을 앞두고 브리온의 감독으로 부임했다. 2021시즌을 앞두고는 팀의 2군 감독으로 자리를 옮겼다.